# Josine des Cressonnières
Pour les articles homonymes, voir Cressonnière (homonymie).
Josine des Cressonnières (née le 8 novembre 1926 à Uccle et morte le 17 octobre 1985 à Linkebeek), née Josine Naus, est un figure clé dans le développement du design en Belgique et à travers le monde ,. 

## Biographie
Josine Naus est née le 8 novembre 1926, son père est l'industriel et résistant Jean Naus (1902-1971) et sa mère Simone Goffard (1900-1966). Elle épouse Denis des Cressonnières, fils du bâtonnier Pierre des Cressonnières et de Caroline Garrigues,,.
Elle commence sa carrière professionnelle comme styliste pour la chaine commerciale À L'Innovation. Par après, elle devient secrétaire générale du prix « Signe d’Or » en 1956 et secrétaire générale de l'Institut d’Esthétique Industrielle pour la Belgique et le Grand-Duché de Luxembourg en 1961. Elle est nommée secrétaire générale du Conseil international des sociétés de design industriel (en) en 1961, puis directrice du Design Centre à son ouverture en 1964,. 

### Signe d'Or (1956-1966)
Le Signe d'Or est créé en Belgique en 1957. Il s'agit d'un label de qualité conçu sur le modèle du Compasso d’Oro, afin de promouvoir le design belge sur la scène internationale. Des créations et des produits des trois pays du Benelux sont exposés et le prix est décerné par rapport au potentiel international de l’œuvre. 

### Design Centre (1962-1986)
Le Design Centre est situé dans le centre-ville de Bruxelles, dans la Galerie Ravenstein. C'est un espace flexible et modulaire d’exposition de 800 m². Jusqu'en 1987, 200 expositions ont été organisées durant 25 ans.
Josine des Cressonnières décrit les objectifs du centre : « Le Centre du Design est donc un lieu spécifique en Belgique où les créations les plus remarquables de l'industrie belgo-luxembourgeoise sont exposées, expliquées et constamment renouvelées. Des réalisations qui répondent au quadruple critère de qualité, de valeur fonctionnelle et esthétique, et de prix raisonnable. Quels sont les produits exposés au Centre de design ? Les biens de consommation : des meubles aux valises, des couverts aux outils, des jouets aux téléviseurs et au matériel de bureau, bref les objets qui conditionnent notre vie quotidienne - à la maison ou au travail. » Avant de poursuivre « Les produits sont sélectionnés par un jury permanent composé d'experts dans le domaine du design industriel ; ils sont assistés dans leur tâche par des conseillers commerciaux et techniques désignés en accord avec les fédérations concernées. ».
« Qui visite le Centre de design ? Les acheteurs étrangers, les consommateurs belges (jeunes familles qui s'adaptent, cadres qui renouvellent leurs ateliers et leurs bureaux, ouvriers, employés, etc.), les distributeurs (dirigeants d'une entreprise ou d'un groupe d'entreprises), les détaillants (dirigeants d'une entreprise ou d'un groupe d'entreprises), etc. Des acheteurs étrangers, des consommateurs belges (jeunes familles, chefs d'entreprise renouvelant leurs ateliers et bureaux, ouvriers, employés, etc.), des distributeurs (responsables et acheteurs de supermarchés, grossistes et détaillants), des fabricants (à la recherche de nouvelles idées ou de grandes tendances esthétiques contemporaines), des étudiants (qui trouveront matière et aide à la préparation de mémoires sur des sujets économiques, techniques ou culturels) ; Les concepteurs et les créateurs de toutes les branches de l'art et de l'industrie ; les éducateurs et les responsables d'associations et de groupes sociaux, pour lesquels le Centre de conception peut être un outil précieux pour la formation pratique du public ; les entrepreneurs et les architectes (pour les informations qu'ils peuvent fournir) ; et le grand public. »
Le centre de design investit dans la création d'un style moderniste exclusif (Made in Belgium) qui présente la Belgique aux marchés étrangers comme une nation moderne et compétitive.
Dans les années 1970, le Centre de Design de Josine des Cressonnières contribue à la mise en place d'une exposition présentant le futur métro bruxellois. Le logo, dessiné par Jean-Paul Edmond-Alt est encore visible dans certaines stations bruxelloises . 
Elle décède à Linkebeek le 17 octobre 1985 et y est inhumée. 